# San Jacinto, Colombia
San Jacinto är en ort i Colombia.   Den ligger i departementet Bolívar, i den norra delen av landet, 600 km norr om huvudstaden Bogotá. San Jacinto ligger 235 meter över havet och antalet invånare är 20 265.
Terrängen runt San Jacinto är kuperad åt nordost, men åt sydväst är den platt. Runt San Jacinto är det ganska tätbefolkat, med 90 invånare per kvadratkilometer. Närmaste större samhälle är El Carmen de Bolívar, 12,2 km söder om San Jacinto. Omgivningarna runt San Jacinto är huvudsakligen savann.